# William Tchamba
William Tchamba (Lille, 11 de junio de 1984) es un deportista francés que compitió en piragüismo en la modalidad de aguas tranquilas. Ganó una medalla de bronce en el Campeonato Mundial de Piragüismo de 2009, en la prueba de C1 4 × 200 m.

## Palmarés internacional
| Campeonato Mundial | Campeonato Mundial | Campeonato Mundial | Campeonato Mundial |
| Año                | Lugar              | Medalla            | Competición        |
| ------------------ | ------------------ | ------------------ | ------------------ |
| 2009               | Dartmouth (Canadá) | Medalla de bronce  | C1 4 × 200 m       |